# Cmentarz żydowski w Mieścisku
Cmentarz żydowski w Mieścisku – kirkut służący niegdyś żydowskiej społeczności Mieściska. Nie wiadomo dokładnie kiedy powstał. Znajduje się w zachodniej części miejscowości. Ma powierzchnię 0,23 ha, na której po zniszczeniach z czasu II wojny światowej nie zachowały się nagrobki.